# Cape Donington
Cape Donington är en udde i Australien.   Den ligger i kommunen Lower Eyre Peninsula och delstaten South Australia, i den södra delen av landet, 1 200 km väster om huvudstaden Canberra.